# Grand Prix de Fourmies 2021
Il Grand Prix de Fourmies 2021, ottantottesima edizione della corsa, valida come trentunesima prova dell'UCI ProSeries 2021 categoria 1.Pro, si svolse il 12 settembre 2021 su per un percorso di 197,6 km, con partenza e arrivo a Fourmies, in Francia. La vittoria fu appannaggio dell'italiano Elia Viviani, il quale completò il percorso in 4h23'12", alla media di 45,046 km/h, precedendo il tedesco Pascal Ackermann ed il colombiano Fernando Gaviria.
Sul traguardo di Fourmies 134 ciclisti, su 158 partenti, hanno portato a termine la competizione.

## Squadre e corridori partecipanti
| N.      | Cod. | Squadra                |
| ------- | ---- | ---------------------- |
| 1-7     | BOH  | Bora-Hansgrohe         |
| 11-17   | DQT  | Deceuninck-Quick Step  |
| 21-27   | UAD  | UAE Team Emirates      |
| 31-37   | AFC  | Alpecin-Fenix          |
| 41-47   | ACT  | AG2R Citroën Team      |
| 51-56   | TFS  | Trek-Segafredo         |
| 61-67   | GFC  | Groupama-FDJ           |
| 71-77   | ISN  | Israel Start-Up Nation |
| 81-87   | COF  | Cofidis                |
| 91-97   | ARK  | Team Arkéa-Samsic      |
| 101-107 | LTS  | Lotto Soudal           |

| N.      | Cod. | Squadra                         |
| ------- | ---- | ------------------------------- |
| 111-117 | IWG  | Intermarché-Wanty-Gobert        |
| 121-127 | TEN  | TotalEnergies                   |
| 131-137 | UXT  | Uno-X Pro Cycling Team          |
| 141-147 | BWB  | Bingoal Pauwels Sauces WB       |
| 151-157 | BBK  | B&B Hotels                      |
| 161-167 | DKO  | Delko                           |
| 171-177 | SVB  | Sport Vlaanderen-Baloise        |
| 181-187 | XRL  | Xelliss-Roubaix Lille Métropole |
| 191-197 | AUB  | St Michel-Auber 93              |
| 201-207 | THR  | Vini Zabù                       |
| 211-217 | TNN  | Team Novo Nordisk               |

## Ordine d'arrivo (Top 10)
| Pos. | Corridore           | Squadra     | Tempo    |
| ---- | ------------------- | ----------- | -------- |
| 1    | Elia Viviani        | Cofidis     | 4h23'12" |
| 2    | Pascal Ackermann    | Bora        | s.t.     |
| 3    | Fernando Gaviria    | UAE         | s.t.     |
| 4    | Hugo Hofstetter     | Israel      | s.t.     |
| 5    | Gerben Thijssen     | Lotto       | s.t.     |
| 6    | John Degenkolb      | Lotto       | s.t.     |
| 7    | Álvaro Hodeg        | Deceuninck  | s.t.     |
| 8    | Jason Tesson        | St Michel   | s.t.     |
| 9    | Matis Louvel        | Arkéa       | s.t.     |
| 10   | Baptiste Planckaert | Intermarché | s.t.     |